# متلازمة بروغادا
متلازمة بروغادا هي اضطراب وراثي يكون فيه النشاط الكهربائي للقلب غير طبيعي، ويزيد من خطر حدوث اضطراب النظم القلبي والموت القلبي المفاجئ. وقد يعاني المتضررون من نوبات إغماء. وغالبًا ما تحدث اضطرابات نظم القلب المصاحبة لمتلازمة بروغادا أثناء الراحة كما قد تحدث بسبب الحمى.
لدى حوالي ربع المصابين بمتلازمة بروغادا فرد في الأسرة مصاب بها كذلك. وقد تكون بعض الحالات بسبب طفرة وراثية جديدة أو بسبب بعض الأدوية، ويُعتبر الجين الأكثر شيوعا هو جين قناة الصوديوم NAV1.5 الذي يشفر قنوات الصوديوم الموجودة في القلب. يتم تشخيص المتلازمة عادة باستخدام تخطيط كهربائية القلب، ومع ذلك فقد قد لا يكون اضطراب القلب الكهربي موجود باستمرار. ويمكن استخدام بعض الأدوية مثل الأجملين لإظهار هذه الاضطرابات في تخطيط كهربائية القلب. وقد تظهر أنماط مماثلة لهذه الاضطرابات في بعض اضطرابات الكهرل أو عندما يحدث نقص في تدفق الدم إلى القلب.
لا يوجد في الوقت الحالي شفاء لمتلازمة بروغادا. إلا أنه يمكن التعامل مع أولئك المعرضين لخطر موت القلب المفاجئ باستخدام مقوم نظم القلب مزيل الرجفان القابل للزرع. وبالنسبة لأولئك الذين ليس لديهم أعراض فإن خطر الوفاة يكون أقل بكثير، أما كيفية علاجهم فهو أمر أقل وضوحًا. ويمكن استخدام الايزوبروترينول على المدى القصير لأولئك الذين لديهم إيقاعات قلب غير طبيعية تهدد الحياة بشكل متكرر، بينما يمكن استخدام الكوينيدين على المدى الطويل، وقد يُوصى الطبيب بفحص أفراد أسرة المصاب.
تصيب متلازمة بروغادا ما بين 1 إلى 30 في كل 10000 شخص. وهي أكثر شيوعًا في الذكور عن الإناث، كما أنها أكثر شيوعا في ذوي الأصول الآسيوية. وتظهر أعراضها عادة في مرحلة البلوغ. وقد سميت المتلازمة بهذا الاسم نسبة إلى أخصائي القلب الإسبانيين وهم بيدرو بروغادا وجوسيب بروغادا اللذين وصفا الحالة عام 1992. وشقيقهم رامون بروغادا أول من وصف أحد الأسباب الوراثية المحتملة عام 1998.

## العلامات والأعراض
في حين أن العديد من المصابين بمتلازمة بروغادا ليس لديهم أية أعراض، إلا أن متلازمة بروغادا قد تسبب الإغماء أو الموت القلبي المفاجئ بسبب اضطرابات نظم القلب الخطيرة مثل الرجفان البطيني أو تسرع القلب البطيني، وتكون هذه الاضطرابات هي سبب الإغماء، والتي تعود إلى النظم الطبيعي مجددا بشكل تلقائي. في حالة ما إذا لم يتوقف اضطراب نظم القلب من تلقاء نفسه وتُرك دون تناول علاج، فقد يصاب الشخص بسكتة قلبية قاتلة، ومع ذلك فإن الإغماء يمكن أن يحدث في المصابين بمتلازمة بروغادا حتى عند غياب اضطرابات نظم القلب، وذلك بسبب انخفاض ضغط الدم المفاجئ، بسبب يُعرف باسم الاستجابة الوعائية المبهمية.
غالبًا ما تحدث اضطرابات نظم القلب التي تظهر في متلازمة بروغادا أثناء الراحة أو بعد تناول وجبة ثقيلة أو حتى أثناء النوم. وهي حالات يحدث فيها تنشيط للعصب المبهم، وتُعرف باسم «فترات زيادة نغمة العصب المبهم». وقد تحدث اضطرابات نظم القلب أيضًا أثناء الحمى أو بعد تناول الكحوليات بشكل مفرط، كما قد تؤدي بعض الأدوية أيضًا إلى تفاقم هذه الاضطرابات وبالتالي يجب علي المصابين تجنبها.

## الأسباب
تتواصل خلايا القلب المفردة مع بعضها البعض عبر إشارات كهربائية، وهذه الإشارات الكهربائية تكون متعطلة في المصابين بمتلازمة بروغادا، وباعتبارها حالة وراثية فإن سبب هذه المتلازمة في نهاية المطاف هو تغييرات في الحمض النووي للشخص المصاب، والمعروفة باسم الطفرات الوراثية، وقد كانت أولى الطفرات المصاحبة لمتلازمة بروغادا موصوفة في جين مسؤول عن بروتين أو قناة أيونية تتحكم في تدفق أيونات الصوديوم عبر غشاء خلايا عضلة القلب (قنوات الصوديوم القلبية). وتؤثر العديد من الطفرات الوراثية التي وصفت لاحقا على أنها مصاحبة لمتلازمة بروغادا على تيار الصوديوم بطريقة ما، أو تؤثر على التيارات الأيونية الأخرى. 
وُصفت قائمة طويلة للعوامل التي يمكن أن تولد نمط تخطيط قلبي مماثل لتخطيط بروغادا، وشملت القائمة اضطرابات الكهرل مثل انخفاض مستويات البوتاسيوم في الدم، وانخفاض إمدادات الدم إلى المناطق الرئيسية في القلب وتحديدا مسار التدفق البطيني الأيمن، وبعض الأدوية مثل مضادات اضطراب النظم مثل فليكاينيد وفيراباميل وبروبرانولول، ومضادات الاكتئاب مثل أميتربتيلين، والعقاقير التي تزيد من تأثير العصب المبهم مثل الأستيل كولين. كما يمكن أيضًا رؤية نمط تخطيط مماثل لتخطيط بروغادا عقب التناول المفرط للكحول أو الكوكايين. 

### علم الوراثة
تورث متلازمة بروغادا بطريقة السيادة الجسدية، مما يعني أن وجود نسخة واحدة فقط من الجين المعيب يمكن أن تسبب في حدوث المتلازمة، ومع ذلك فإن المصاب بالمتلازمة قد يكون أول شخص في عائلته يصاب بها إذا نشأت كطفرة جديدة. ويُعرف الجين الذي توجد فيه الطفرات بشكل شائع في متلازمة بروجادا باسم SCN5A، وهو المسؤول عن قنوات الصوديوم القلبية، حيث تتسبب طفرات هذا الجين المصاحبة لمتلازمة بروجادا عمومًا في انخفاض تدفق أيونات الصوديوم. ومع ذلك فإن 20 ٪ فقط من حالات متلازمة بروغادا يصاحبها طفرات في هذا الجين، حيث أن الاختبارات الجينية لغالبية المصابين بمتلازمة بروغادا غير قادرة على تحديد الطفرة الجينية المسؤولة. وقد تم اكتشاف أكثر من 290 طفرة في هذا الجين حتى الآن، كل منها يغير من وظيفة قنوات الصوديوم بطريقة مهارية مختلفة. وهذا الاختلاف يفسر جزئيًا التباين في شدة الحالة بين المصابين، بدءًا من كونها حالة خطيرة للغاية تسبب الوفاة في سن مبكرة، إلى كونها حالة حميدة قد لا تسبب أي مشاكل على الإطلاق. ومع ذلك فإن وراثة متلازمة بروغادا هي أمر معقد، ومن المحتمل أن تكون المتلازمة ناتجة عن تفاعل بين العديد من الجينات، وبسبب هذا التفاعل المعقد قد يُظهر بعض أفراد الأسرة الحاملين لطفرة معينة أدلة على إصابتهم بمتلازمة برغادا، في حين لا يُظهر الآخرون الحاملون لنفس الطفرة أي أدلة، ويشار إلى ذلك باسم النفوذية المتباينة.
تم تحديد عدة جينات أخرى مصاحبة لمتلازمة بروجادا، بعض هذه الجينات مسؤول عن البروتينات الأخرى التي تشكل جزءًا من قناة الصوديوم، والمعروفة باسم وحدات بيتا الفرعية لقناة الصوديوم، وشكلت بعض الجينات الأخرى أنواعًا مختلفة من قنوات الصوديوم، فيما قامت بعض هذه الجينات بحمل شفرة القنوات الأيونية التي تحمل أيونات الكالسيوم أو البوتاسيوم، وولدت بعض الجينات الأخرى بروتينات تتفاعل مع القنوات الأيونية، وتتضمن الجينات المصاحبة لمتلازمة بروغادا ووصفها ما يلي:
| النوع | OMIM   | جينة     | ملاحظات |
| ----- | ------ | -------- | --- |
| BrS1  | 601144 | SCN5A    | الوحدة الفرعية Na V 1.5 - α لقناة الصوديوم القلبية تحمل تيار الصوديوم I Na .                                             |
| BrS2  | 611778 | GPD1L    | هيدروجيناز الجلسرين -3 فوسفات مثل الببتيد - انخفاض نشاط GPD1-L يؤدي إلى الفسفرة من Na V 1.5 وانخفاض I Na .               |
| BrS3  | 114205 | CACNA1C  | Ca <sub id="mwdw">V</sub> 1.2 - α وحدة فرعية من قناة الكالسيوم التي تعتمد على الجهد تحمل تيار الكالسيوم L- نوع I Ca (L). |
| BrS4  | 600003 | CACNB2   | الوحدة الفرعية Ca V β2B - β-2 لقناة الكالسيوم ذات الجهد الكهربائي والتي تحمل تيار الكالسيوم من النوع L I I (L) .         |
| BrS5  | 600235 | SCN1B    | الوحدة الفرعية Na V β1 - 1-1 لقناة الصوديوم التي تحمل تيار الصوديوم I Na .                                               |
| BrS6  | 604433 | KCNE3    | MiRP2 - β وحدة فرعية لقنوات البوتاسيوم ذات الجهد الكهربائي. يعدل من البوتاسيوم الخارج عابر الحالي الأول ل .              |
| BrS7  | 608214 | SCN3B    | الوحدة الفرعية Na V β3 - β-3 لقناة الصوديوم القلبية التي تحمل تيار الصوديوم I Na .                                       |
| BrS8  | 600935 | KCNJ8    | Kir6.1، يحمل البوتاسيوم المعدل الحالي I Kir .                                                                            |
| BrS9  | 114204 | CACNA2D1 | الوحدة الفرعية α2δ لقناة الكالسيوم ذات الجهد الكهربائي والتي تحمل تيار الكالسيوم من النوع L I I (L) .                    |
| BrS10 | 605411 | KCND3    | K V 4.3، ألفا- فرعية للقناة البوتاسيوم الخارج عابرة I ل.                                                                 |
| BrS11 | 607954 | RANGRF   | يشفر MOG1 - يؤثر على الاتجار في Na V 1.5.                                                                                |
| BrS12 | 602701 | SLMAP    | يؤثر البروتين المرتبط بغشاء Sarcolemmal ، وهو مكون من الأنابيب التائية والشبكة الساركوبلازمية - على تهريب Na V 1.5.      |
| BrS13 | 601439 | ABCC9    | SUR2A ، ناقل شرائط كاسيت ثلاثي الأدينوسين (ATP) ملزم لقناة I K (ATP) .                                                   |
| BrS14 | 601327 | SCN2B    | Na V β2 - وحدة بيتا -2 الفرعية لقناة الصوديوم القلبية تحمل تيار الصوديوم I Na .                                          |
| BrS15 | 602861 | PKP2     | Plakophillin-2 - يتفاعل مع I Na .                                                                                        |
| BrS16 | 601513 | FGF12    | عامل نمو الخلايا الليفية مثلي عامل -1 - طفرة يقلل أنا نا .                                                               |
| BrS17 | 604427 | SCN10A   | الوحدة الفرعية Na <sub id="mw-w">V</sub> 1.8 - α من قناة الصوديوم العصبية.                                               |
| BrS18 | 604674 | HEY2     | عامل النسخ المحدد في دراسة الارتباط على نطاق الجينوم.                                                                    |
| BrS19 | 603961 | SEMA3A   | Semaphorin. |
| BrS20 | 601142 | KCNAB2   | K V β2 ، قناة البوتاسيوم ذات الجهد الكهربي un2 وحدة فرعية - طفرة تزيد من I إلى .                                         |

يمكن لبعض الطفرات المصاحبة لمتلازمة بروغادا يمكن أن تسبب أمراض قلبية أخرى. ويُوصف أولئك الذين يعانون من أكثر من حالة قلبية واحدة في نفس الوقت بسبب نفس الطفرة بأنهم يعانون من «المتلازمة المتراكبة» التي يشمل أحد أمثلتها تراكب كل من متلازمة بروغادا ومتلازمة كيو تي الطويلة، والتي تسببها طفرة في جين SCN5A مما يقلل من ذروة تيار الصوديوم ولكنه في الوقت نفسه يترك تسرب مستمر. كذلك وُصفت متلازمة بروغادا بأنها متراكبة مع خلل تنسج البطين الأيمن المحدث لاضطراب النظم بسبب طفرة في جين PKP2، مما يُسبب نمط تخطيط قلب مماثل لنمط بروغادا مع تغييرات هيكلية مميزة لخلل تنسج البطين الأيمن المحدث لاضطراب النظم.

## آلية العمل

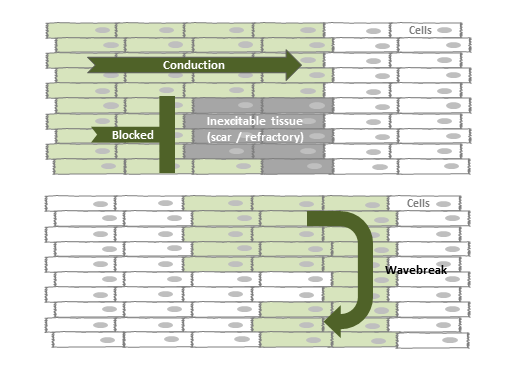
يمكن لأنسجة القلب المتجاورة والتي تكون في فترات جموح مختلفة أن تؤدي لموجة زوال استقطاب تجتاز تصادم الموجات متسببة في اضطراب نظم قلبي متعدد الدخول.

يلاحظ في متلازمة بروغادا أن اضطراب نظم القلب يأخذ أنماطا خطيرة مثل الرجفان البطيني أو تسارع القلب البطيني المتعدد الأشكال، وقد يعاني المصابين بالمتلازمة من تسارع القلب الناتج عن اضطرابات نظم القلب الأقل خطورة مثل تسرع القلب بسبب إعادة الدخول بالعقدة الأدينية البطينية أو تباطئ غير طبيعي للقلب مثل متلازمة العقدة الجيبية المريضة. وهناك العديد من الآليات التي تسبب من خلالها الطفرات الجينية هذه الحالات التي تتسبب في اضطراب نظم القلب.
يجادل البعض في أن السبب الرئيسي وراء نشوء هذه الاضطراب النظمية هو التوصيل الكهربائي البطيء لمناطق القلب بشكل غير طبيعي، وبالتحديد البطين الأيمن، وتدعم المتغيرات الوراثية المصاحبة لمتلازمة بروغادا مفهوم أن جين SCN5A (وهو الجين الأكثر شيوعًا في المتلازمة) وكذلك الجينات SCN10A و SCN1B و SCN2B و SCN3B كلها تؤثر بشكل مباشر على تيار الصوديوم، حيث يُعتبر تيار الصوديوم مساهماً رئيسياً في التدفق المميز للشحنة الكهربائية التي تحدث مع كل نبضة قلبية عبر غشاء الخلايا القلبية والمعروفة باسم جهد الفعل القلبي، ويؤدي تيار الصوديوم إلى حدوث ضربة مبدئية سريعة لجهد الفعل (المرحلة 0)، وتقليل ذروة التيار المبكرة، كما يؤدي إلى تباطؤ التوصيل الكهربائي عبر عضلة القلب فقط عند وجود المتغيرات الوراثية المصاحبة لمتلازمة بروغادا، ويسمح هذا التوصيل البطيء «للدوائر القصيرة» بالتشكيل، مما يحجب موجات النشاط الكهربائي في بعض المناطق بينما يسمح لها بالمرور في مناطق أخرى وهي ظاهرة تُعرف باسم تصادم الموجات الذي يسمح (عندما تكون الظروف مواتية) لموجات الكهرباء بأخذ منعطف على شكل حرف U خلال عضلة القلب، والسير في الاتجاه المعاكس قبل البدء في الدوران بسرعة حول نقطة ما، والتي يُشار إليها باسم إعادة الدخول، ومن ثم التسبب في اضطراب نظم القلب. يجادل أولئك الذين يدعمون هذه النظرة (المعروفة باسم فرضية زوال الاستقطاب) أن تباطؤ التوصيل قد يفسر سبب ميل حدوث اضطراب نظم القلب المصاحب لبروغادا في منتصف العمر، حيث أن تفاقم العوامل الأخرى مثل التندب أو التليف المصاحب للكِبر يؤدي لاستثارة تباطؤ التوصيل الناجم عن الطفرة الوراثية. 
يشير آخرون إلى أن السبب الرئيسي لاضطراب نظم القلب هو الاختلاف في الخواص الكهربائية بين داخل القلب (الشغاف) وخارجه (التامور) (وهي فرضية تُعرف باسم إعادة الاستقطاب).  بمعنى أن شكل جهد الفعل يختلف بين شغاف القلب وغشاء التامور، حيث يُظهر جهد فعل خلايا عشاء التامور درجة ثُلمة بارزة بعد الارتفاع الأولي بسبب وجود تيار داخلي عابر، وهو أمر يكون أقل وضوحًا في خلايا الشغاف، ويظهر الفرق بين الشغاف والتامور بوضوح في البطين الأيمن. وبالنسبة لأولئك المصابين بمتلازمة بروغادا فإن هذه الاختلافات تزداد، مما يخلق فترة وجيزة في كل دورة قلبية يتدفق فيها التيار من الشغاف إلى التامور متسببا في ظهور نمط تخطيط القلب المميز، وتوصف الاختلافات في الخواص الكهربائية بين الشغاف والتامور على أنها «تشتت إعادة الاستقطاب عبر الجدار» والذي يمكن أن يؤدي إلى إحصار النبضات الكهربائية في بعض المناطق دون الأخرى في حالة إذا كان حجمه كبيرًا بما فيه الكفاية. مرة أخرى يمكن لهذا التصادم الموجي أن يسمح لموجات الكهرباء أن تنتقل في حركة دائرية يُعاد دخولها بدلا من انتقالها في اتجاه واحد، مما يسبب اضطراب نظم القلب. 
تُعتبر تغيرات بنية القلب أحد العوامل الأخرى التي تعزز اضطراب نظم القلب في متلازمة بروغادا. ففي حين أن قلب المصابين بمتلازمة بروغادا قد يبدو طبيعيًا، إلا أن التندب أو التليف يظهر غالبًا في مناطق معينة من القلب، وبالتحديد في سبيل التدفق البطيني الأيمن. ونظرًا لأن متلازمة بروغادا يمكن أن تسببها طفرات في العديد من الجينات المختلفة، فمن الممكن أن تكون هناك آليات متنوعة هي المسؤولة عن اضطراب نظم القلب لدى المرضى المختلفين. 

## التشخيص

### تخطيط كهربائية القلب

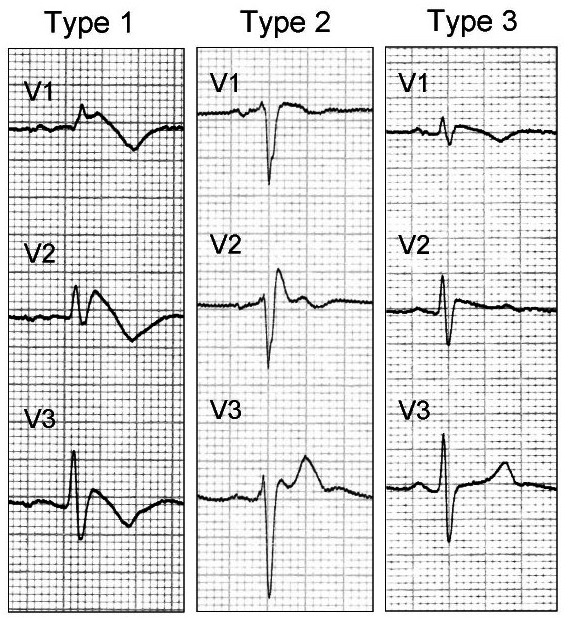
تخطيط كهربائية القلب لمتلازمة بروغادا. ووفقًا لوثيقة إجماع حديثة فإن ارتفاع القطعة إس تي في التخطيط الأيسر يُعتبر دليلا تشخيصيا، سواء كان الارتفاع تلقائيا أو مستحثا بمحصرات قنوات الصوديوم. أما الرسم الأوسط والأيمن فيؤديان إلى الشك، ويتطلب الأمر إجراء اختبار استثاري للجزم بالتشخيص.

تُشخص متلازمة بروغادا عن طريق تحديد أنماط مميزة أثناء إجراء تخطيط كهربية القلب.  ويتضمن هذا النمط وجود ارتفاع لقطعة إس تي في الأقطاب V 1 -V 3 مع ظهور إحصار فرع الحزمة الأيمن. وقد يكون هناك دليل على تباطؤ التوصيل الكهربائي في القلب، والذي يُستدل عليه بطول الفترة بي آر. قد تكون هذه الأنماط موجودة طوال الوقت، وقد لا تظهر إلا كاستجابة لأدوية معينة (انظر أدناه)، أو عندما يكون الشخص مصابًا بالحمى أو أثناء التمرين أو نتيجة لمحفزات أخرى. كما قد يصبح نمط تخطيط القلب أكثر وضوحًا وذلك بإجراء تخطيط القلب يتم فيه وضع بعض الأقطاب الكهربائية في مواقع مختلفة عن المعتاد.
وُصفت ثلاثة أنماط لتخطيط القلب في متلازمة بروغادا 
- النمط الأول: ويحدث فيه ارتفاع مجوف الشكل للقطعة إس تي، ويصل ارتفاع النقطة جيه لـ 2 مم على الأقل (0.2 mV)، مع تنازل تدريج يتبعه موجة تي سلبية.
- النمط الثاني: نمط سرجي الشكل يكون فيه ارتفاع النقطة جيه 2 مم على الأقل وارتفاع القطعة إس تي 1 مم على الأقل يتبعها موجة تي موجبة أو ثنائية الطور. ويمكن رؤية هذا النمط في الأصحاء أحيانا.
- النمط الثالث: ويحتوي نمط مجوف (مثل النوع الأول) أو سرجي الشكل (مثل النوع الثاني)، مع ارتفاع للنقطة جيه أقل من 2 مم، وارتفاع للقطعة إس تي أقل من 1 مم. ويعتبر هذا النمط غير نادر في الأصحاء.

وفقًا للتوصيات الحالية فإنه لا يمكن تأكيد تشخيص متلامة بروغادا إلا بالاعتماد على النمط الأول فقط، وهو نمط يحدث إما تلقائيًا أو كاستجابةً للأدوية، ذلك لأن النمطين الآخرين يظهران في بشكل متكرر في الأشخاص الأصحاء. 

### الاختبارات الاستفزازية
يمكن لبعض الأدوية وخاصة مضادات اضطراب النظم التي تمنع تيار الصوديوم القلبي أن تكشف عن النمط الأول لتخطيط بروغادا في الأشخاص المعرضين للإصابة. وبالتالي يمكن استخدامها في المساعدة في إقامة التشخيص في المشتبه في إصابتهم بمتلازمة بروغادا (كأن يكون المشتبه به عانى من سكتة قلبية مجهولة السبب، أو كون أحد أفراد أسرته مصابا بمتلازمة بروغادا) دون أن يظهر لديهم النمط التشخيصي أثناء تخطيط كهربائية القلب.  فمثل هذه الحالات يمكن إعطائها أدوية حجب تيار الصوديوم في ظروف يمكن التحكم بها. وتشمل الأدوية الأكثر شيوعا لهذا الغرض كل من أجمالين، فليكاينيد، وبروكاييناميد، مع اقتراحات تشير إلى أن الأجمالين قد يكون أكثر فعالية. ويجب توخي الحذر عند إعطاء هذه الأدوية لوجود خطر التسبب في اضطراب نظم القلب. 

### الاختبارات الجينية
يمكن للاختبارات الجينية أن تكون مفيدة في تحديد المرضى المصابين بمتلازمة بروغادا، ويتم الاختبار بشكل أكثر شيوعا لأفراد عائلة الشخص الذ تم تشخيصه بمتلازمة بروغادا، أو في بعض الأحيان للمريض الذي يتوفى فجأة وبشكل غير متوقع. ومع ذلك فإن تفسير نتائج الاختبارات الجينية يُمثل تحديا، فبعض أعضاء الأسرة التي يحمل كل أفرادها تباين وراثي محدد مصاحب لمتلازمة بروغادا قد تظهر عليهم أدلة الإصابة بالمتلازمة أثناء إجراء تخطيط كهربائية القلب، في حين لا يظهر ذلك على الأعضاء الآخرين. وهذا يعني أن حمل الطفرة الجينية المرتبطة بمتلازمة بروغادا لا يعني بالضرورة أن يتأثر الشخص فعلا بالحالة، ولمزيد من التعقيد فالكثيرا من التغيرات التي تحدث في جين SCN5A لا تسبب أي مشاكل، وبالتالي ففي بعض الأحيان تُحدد المتغيرات الجينية في أشخاص لديهم متلازمة بروجادا لكنها لا تسبب المرض فعلا.

### فحوصات أخرى
أحيانا تُستخدم دراسات الفيزيولوجيا الكهربية الاقتحامية لتقييم المخاطر على شخص لديه متلازمة بروغادا يعاني اضطراب نظم قلبي خطير، وذلك عبر تمرير الأسلاك عبر الوريد لتنشيط وتسجيل الإشارات الكهربائية للقلب. كما يتم تنفيذ التقسيم الطبقي للمخاطر أحيانًا باستخدام جهاز تخطيط كهربائية القلب موسط الإشارة. كما يُستخد أحيانًا جهاز تخطيط كهربائية القلب المحمول لتقييم ما إذا كان حدوث الدوخة أو الإغماء في شخص مصاب بمتلازمة بروجادا ناتج عن اضطراب نظم القلب أم سبب آخر مثل الإغماء الوعائي مهبمي. 

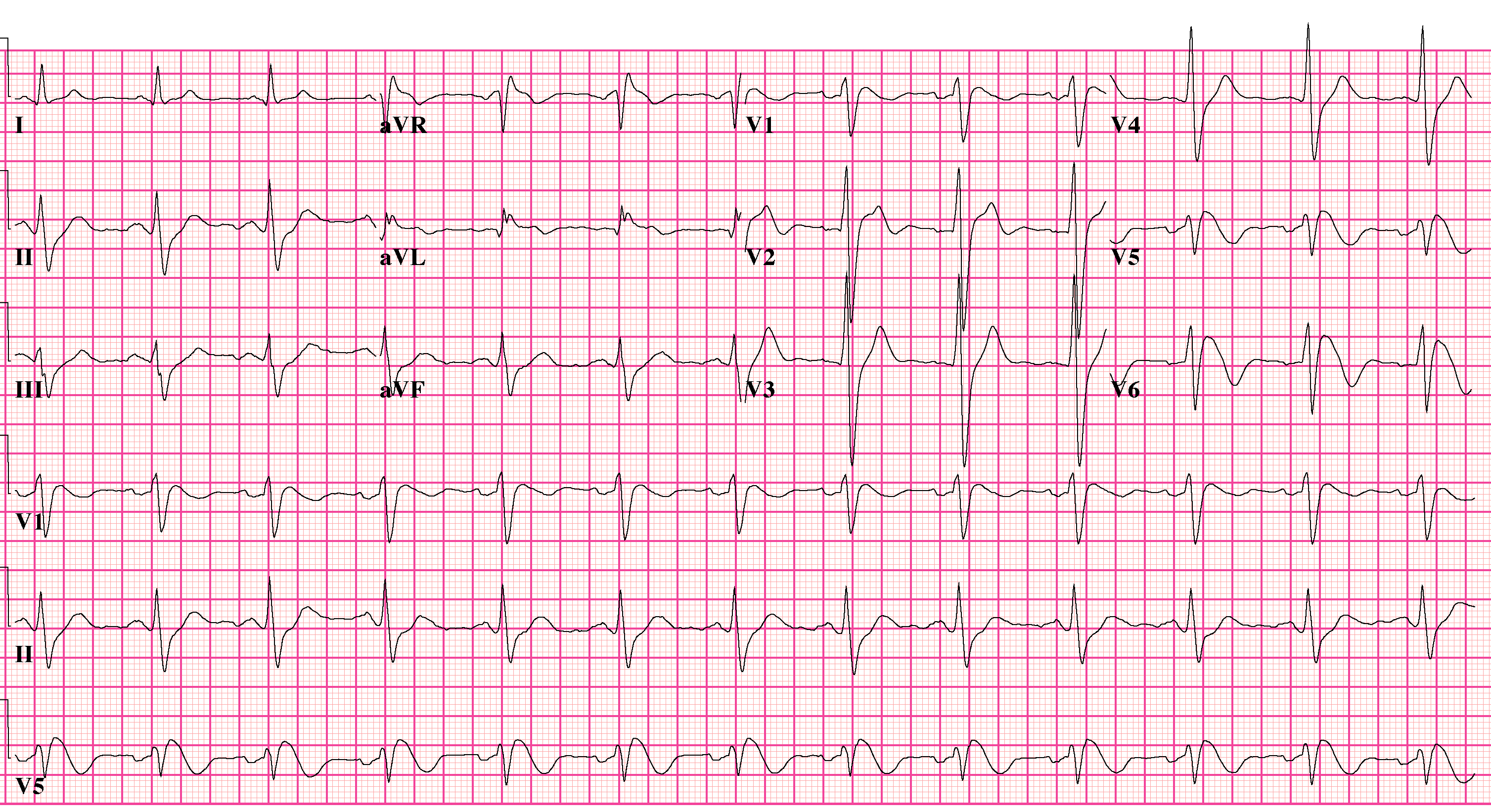
النمط الأول لمتلازمة بروغاد (لاحظ الوضع الغير قياسي للأقطاب، حيث وضع القطب V 5 مساحة وربي واحد فوق V 1 و V 6 يوضع مساحة intercostal واحد فوق V 2). .
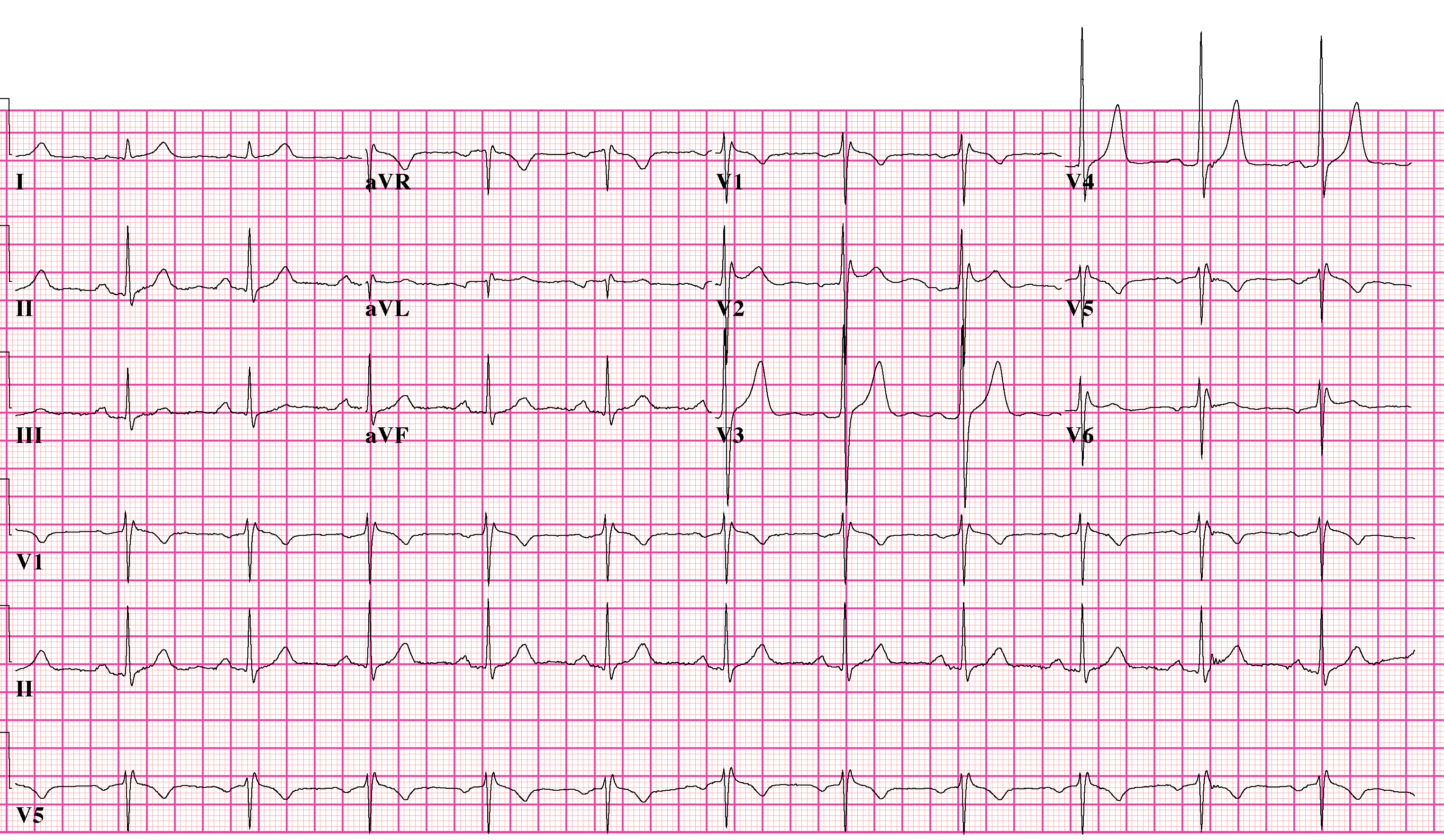
النمط الثاني لمتلازمة بروغادا

## إدراة الحالة

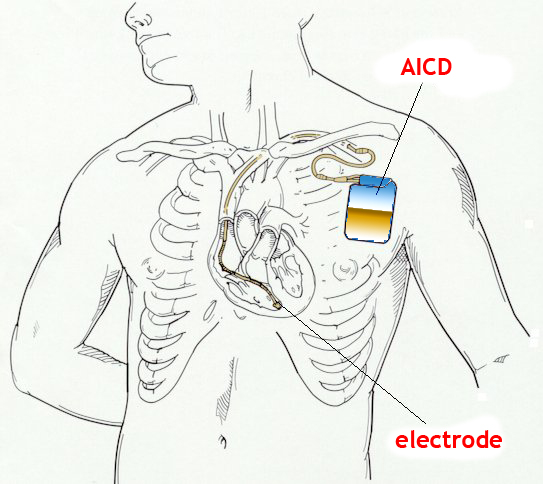
رسم مُعلّم لمزيل الرجفان المزروع بالفعل

يُعتبر الهدف الرئيسي أثناء علاج المصابين بمتلازمة بروغادا هو تقليل خطر الوفاة المفاجئة بسبب اضطرابات نظم القلب الخطيرة مثل الرجفان البطيني أو تسارع القلب البطيني المتعدد الأشكال. وفي حين أن بعض المصابين يكونوا معرضون لمخاطر اضطرابات نظم القلب الخطيرة، إلا أن هذه المخاطر تقل في البعض الآخر، مما يعني أن النوع الأول قد يحتاج إلى علاج مكثف أكثر من غيرهم. وبجانب علاج الشخص المصاب بمتلازمة بروغادا فإنه من المهم في كثير من الأحيان إجراء فحوصات لأفراد أسرهم المباشرين لتأكيد ما إذا كانوا مصابين هم أيضا. 

### نمط الحياة
يُمثل تقديم المشورة بشأن نمط الحياة خط العلاج الأول والمناسب لجميع المصابين بمتلازمة بروغادا بغض النظر عن مخاطر اضطرابات نظم القلب لديهم. فيجب أن يُنصح المصابين بتمييز وتجنب الأشياء التي من شانها أن تزيد من مخاطر اضطرابات نظم القلب الخطيرة، ويشمل ذلك تجنب الإفراط في استهلاك الكحول، وتجنب بعض الأدوية،  وعلاج الحمى على الفور بالباراسيتامول. وبالرغم من أن اضطرابات نظم القلب المُلاحظة في متلازمة بروغادا من المرجح أن تحدث بشكل عام أثناء الراحة أو حتى أثناء النوم، إلا أن بعض الأشخاص المصابين بالمتلازمة قد يعانون من اضطرابات نظم القلب أثناء ممارسة التمارين الرياضية الشاقة، لذلك قد ينصح بعض الأطباء المصابين بمتلازمة بروغادا بتجنب التمرينات الشاقة. 

### مزيل الرجفان القابل للزرع
قد يوصى الأطباب بمقوم نظم القلب مزيل الرجفان القابل للزرع في المرضى الذين يكونون معرضون بشكل أكبر لموت القلب المفاجئ. حيث تراقب هذه الأجهزة الصغيرة المزروعة تحت الجلد نظم القلب باستمرار، وإذا اكتشف المقوم اضطراب في نظم القلب يحتمل أن يكون مهددا للحياة، فإنه يمكن أن يوصل صدمة كهربائية صغيرة للقلب، والتي من شأنها أن تعيد الإيقاع الطبيعي للقلب. كما يمكن أن يعمل هذا المقوم كناظمة قلبية اصطناعية تمنع البط الغير طبيعي لمعدل ضربات القلب والذي يمكن أن يحدث أيضًا للمصابين بمتلازمة بروغادا.
يُعتبر زرع مقوم نظم القلب مزيل الرجفان القابل للزرع إجراء منخفض المخاطر نسبيًا، وغالبًا ما يتم إجراؤه تحت التخدير الموضعي. إلا أنه ومع ذلك يمكن أن تحدث بعض المضاعفات مثل العدوى والنزيف أو الصدمات غير الضرورية، والتي قد تكون خطيرة في بعض الأحيان. ونظرًا لتكلفة المقوم وللمخاطر المرتبطة بزرعه فإنه لا يُنصح باستخدام هذه المقومات في جميع المصابين بالمتلازمة، وتُترك كخيار للأشخاص الذين يُعتبرون أكثر عرضة للوفاة القلبية المفاجئة. 

### أدوية
الكوينيدين هو دواء مضاد لاضطراب النظم قد يقلل فرص حدوث الإيقاعات المضطربة الخطيرة في بعض الأشخاص المصابين بمتلازمة بروغادا.  ويُستخدم الكوينيدين بشكل متكرر في المصابين بالمتلازمة والذين لديهم مقوم نظم القلب مزيل الرجفان القابل للزرع وعانوا من نوبات اضطرابات نظم القلب المهددة للحياة، لكن قد يتم استخدامه أيضًا في المصابين المعرضين لمخاطر جسيمة لاضطرابات نظم القلب وليس لديهم مقوم نظم مناسب. 
كذلك يمكن استخدام دواء ايزوبرينالين (دواء يشبه الأدرينالين) في حالات الطوارئ للمصابين بالمتلازمة ويعانون من اضطراب نظم قلبي متكرر يُهدد حياتهم، والمعروف باسم «العاصفة الكهربائية».  ويجب إعطاء هذا الدواء بالتنقيط الوريدي وبالتالي فهو غير مناسب للاستخدام على المدى الطويل.

### الاجتثاث بالقسطرة
يُعتبر الاستئصال القسطري بالترددات الراديوية خيار علاجي إضافي للمصابين بمتلازمة بروجادا. وفيه يتم تمرير أسلاك عبر وريد في الساق إلى القلب، أو من خلال ثقب صغير أسفل عظم القص. وتُستخدم هذه الأسلاك للعثور على المنطقة في القلب المسؤولة عن بدء اضطراب نظم القلب، حيث يُستخدم رأس أحد هذه الأسلاك لإحداث سلسلة حروق صغيرة، وإلحاق ضرر متعمد بالمنطقة التي تسبب المشكلة. وتشير التوصيات الحالية إلى أن هذا العلاج يجب أن يكون مخصصًا لمصابي متلازمة بروغادا الذين تعرضوا لصدمات متكررة من مقوم نظم القلب مزيل الرجفان القابل. 

## علم الأوبئة
يصاب بمتلازمة بروغادا من 1 إلى 30 في كل 10,000 شخص.   وبالرغم من أن المصابين قد ولدوا بهذه الحالة، إلا أنه نادراً ما تظهر الأعراض في مرحلة الطفولة وعادة ما تظهر لأول مرة في مرحلة البلوغ، وفي حين أن الحالات النادرة التي ظهرت عليها الأعراض في مرحلة الطفولة تساوت فيها نسبة الذكور والإناث، إلا أن ظهور الأعراض في سن البلوغ كان أكثر في الذكور في كثير من الأحيان، وربما يرجع ذلك إلى ارتفاع مستويات هرمون التستوستيرون لدى الرجال.  

## التاريخ
سُميت متلازمة بروغادا باسم أخصائيا القلب الإسبانيان بيدرو بروغادا وجوسيب بروغادا اللذين وصفا الحالة في عام 1992،  على الرغم من أن العلاقة بين نمط تخطيط القلب المميز والموت القلبي المفاجئ قد أٌبلغ عنها عام 1989. ووُصفت متلازمة بروجادا كسبب لمتلازمة موت القلب المفاجئ غير المفسر والتي شوهدت في الرجال التايلانديين في عام 1997. وقد حدد شقيقهم رامون بروغادا الطفرات الوراثية الأولى التي تؤثر على جين SCN5A المرتبط بالمتلازمة عام 1998،  ثم تعرف آخرون على العديد من الطفرات الأخرى التي تؤثر على ما لا يقل عن 19 جينًا.  أدت الدراسات التي أجريت في عام 2000 إلى نظريات متنافسة تحيط بالآليات التي يتم من خلالها توليد اضطرابات نظم القلب.  وتستمر الأبحاث حول متلازمة بروجادا، وتحديد المتغيرات الوراثية الجديدة، واستكشاف آليات عدم انتظام ضربات القلب، والبحث عن علاجات أفضل. 